# Napenergia

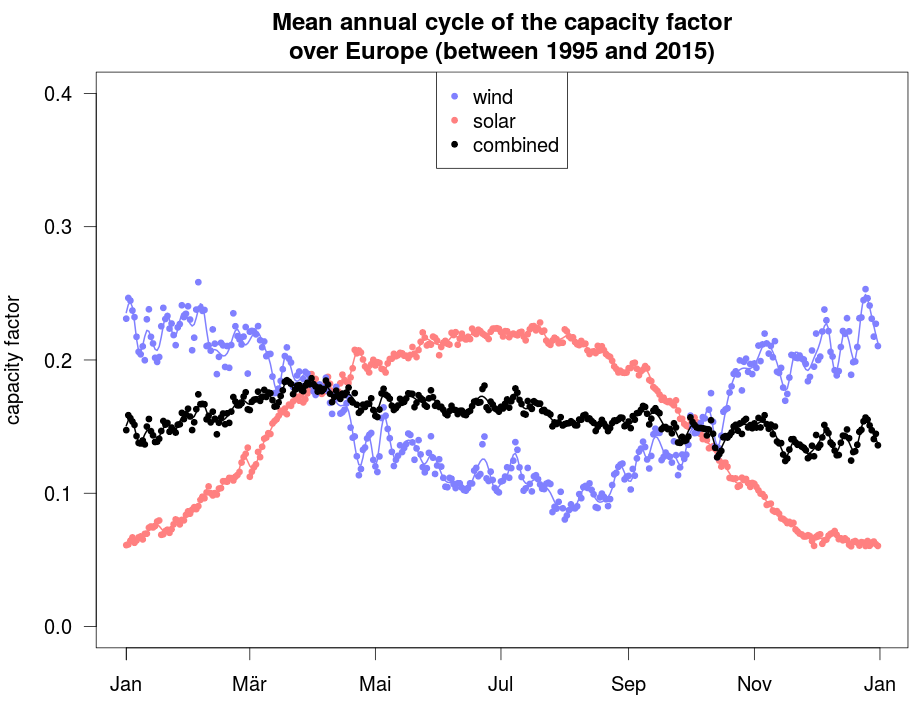
A szél- és naperőművek termelési ingadozása Európában. Akkor a legkisebb a termelési ingadozás, ha szél- és naperőműveket egyaránt építenek.

A Nap energiája hő és fény formájában, sugárzással éri el a Földet, melyet az emberiség ősidők óta hasznosít, egyre fejlettebb technológiák segítségével. A napenergiához kapcsolódó technológiák, mint a napfűtés, a fotovoltaikus berendezések, a naperőművek vagy a napenergiát felhasználó épületek segíthetnek megoldani az emberiség előtt álló legnagyobb kihívásokat.
A Napból érkező energia hasznosításának két alapvető módja létezik: a passzív és az aktív energiatermelés. Naperőművekben alakítják át a napenergiát elektromos árammá.
Passzív hasznosításkor az épület tájolása és a felhasznált építőanyagok a meghatározóak. Ilyenkor az üvegházhatást használjuk ki hőtermelésre. Alapjában véve passzív napenergia-hasznosító minden olyan épület, amely környezeti adottságai, építészeti kialakítása következtében képes használni a Nap sugárzását mint energiaforrást. A passzív napenergia-hasznosítás főként az átmeneti időszakokban működik, vagyis akkor, mikor a külső hőmérséklet miatt az épületen már/még hőveszteség keletkezik, de a napsugárzás még/már jelentős.
Az aktív energiatermelésnek két módja van:vc bnf,.s.jjd
Első módszer, hogy a napenergiát hőenergiává alakítjuk. A jellegzetes napenergia hasznosító épületeken nagy üvegfelületek néznek déli irányba, melyeket estére hőszigetelő táblákkal fednek. Az üvegezésen keresztül a fény vastag, nagy hőtároló képességű padlóra és falakra esik, melyek külső felületei szintén hőszigeteltek, így hosszú időn át képesek tárolni az elnyelt hőt. A hőenergia „gyűjtése” és tárolása gépészeti berendezésekkel főképp napkollektorokkal történik. Ez az a berendezés, ami elnyeli a napsugárzás energiáját, átalakítja hőenergiává, majd ezt átadja valamilyen hőhordozó közegnek. Magyarországon 2007 augusztusában telepítettek először napkollektort panelházra, a miskolci Avas egyik 50 lakásos házára.
A másik módszerrel – az ún. fotovoltaikus eszköz (PV), vagyis napelem segítségével – a napsugárzás energiáját elektromos energiává alakítjuk. Harmadik lehetőségként termokémiai módszerekkel is tárolható. Előrejelzések szerint 2025-re a napenergia jelenti majd a Föld fő energiaforrását.

## A Nap energiája
A Földre mintegy 174 petawatt (1,74 × 1017 W) energia érkezik a napból az atmoszféra felső részeibe. Ennek körülbelül 30%-a visszatükröződik az űrbe, a maradékot a felhők illetve a földfelszín és az óceánok nyelik el. A napfény spektruma az infravöröstől a látható fényen keresztül az ultraibolyáig terjed.
A földfelszín, az óceánok és az atmoszféra elnyeli a napsugárzást, növelve ezzel a hőmérsékletet. Az óceánokból elpárolgott vizet tartalmazó meleg levegő okozza a légáramlatokat. Amikor a levegő nagy magasságba ér, ahol a levegő hideg, a víz kicsapódik, ami felhőket formál és esőt okoz, megteremtve ezzel a víz körforgását. A víz kicsapódásának rejtett hője felerősíti a légáramlást, létrehozván olyan légköri jelenségeket mint a szél, a ciklon vagy az anticiklon. Az óceánok és a föld által elnyelt napenergia 14 Celsius-fokon tartja a Föld átlaghőmérsékletét. A fotoszintézis segítségével a növények a napenergiát kémiai energiává alakítják, ami élelmet, fát, biomasszát és fosszilis tüzelőanyagokat hoz létre.
A földfelszín, az atmoszféra és az óceánok által elnyelt napenergia 3 850 000 exajoule (3,85 × 1024 J) évente. Ez adat alapján 2002-ben a Földre jutó egy óra napsugárzás több energiát jelent, mint amennyit az emberiség egy év alatt felhasznál.

## A napenergia hasznosítása
A napenergiát ebben az esetben a napsugárzásra használjuk, jóllehet a geotermikus és árapály-energia kivételével minden megújuló energia, sőt a fosszilis tüzelőanyagok energiája is a Nap energiájából ered.
A napenergia hasznosításának formái
- passzív - épületek tájolása, építőanyagok megválogatása, illetve az
- aktív - naperőművek, napkollektorok, napelemek felhasználása (technikai)
- mezőgazdasági-erdészeti (fotoszintézis, szerves anyag termelés)

Az aktív, energiatermelő technológiákat szokás kínálati, a passzív, alternatív forrásokon spóroló technikákat keresleti oldali technológiáknak is nevezni.
A napenergia felhasználható mennyiségére egy adott magyarországi helyen tájékoztató adatok rendelkezésre állnak (lásd: további adatok).
Hasznosítás kérdésében az alternatívák közül a választás gazdasági-szociális szempontok szerint történik (pl. az elsivatagosodó Duna-Tisza közén a fatelepítés, öntözéses gazdálkodás, ill. az ottani legnagyobb hazai besugárzott napenergiamennyiség, ill. vegyes hasznosítása).

### Építészet és várostervezés
A napsugárzás az építészet kezdetei óta befolyásolja az épületek terveit. A görögök és a kínaiak által délre tájolt épületek voltak a napenergiát felhasználó építészet első példái, ami egyszerre adott világosságot és meleget.
A Nap energiáját hasznosító építészet általános jellemzői közé tartozik a Nap iránti tájolás, a felszín kis aránya az épülethez képest, vagy a szelektív árnyékolás. Ezen elemek éghajlatnak megfelelő használata jól világított és komfortos hőmérsékletű tereket eredményez. Az újabb, napenergiát hasznosító dizájn számítógépes modellek segítségével teremt egyensúlyt a napenergia világító, fűtő és légmozgató hatásai között, melyeket gyakran az aktív napenergia - mint például napkollektor, napelem és állítható ablakok - tesz még hatékonyabbá.
A városi hőszigetek olyan nagyvárosi területek, melyek hőmérséklete meghaladja a környezetét, elsősorban a városokban használt építőanyagok - mint például az aszfalt és a beton - alacsony albedója és magas hőkapacitása eredményeként. Eme jelenség elleni legegyszerűbb megoldás az épületek és utak fehérre festése és fák telepítése lehet. Ezen megoldások használata egy esetleges Los Angeles-i „cool communities” program keretében mintegy 3 Celsius-fokos hőmérséklet-csökkenést eredményezne mintegy 1 milliárd dolláros költséggel, ami azonban évi 530 millió dollár megtakarításhoz vezethetne a légkondicionálók alacsonyabb felhasználása és csökkenő egészségügyi kiadások révén.

### Mezőgazdaság, kertészet, háztartás
A mezőgazdaság és a kertészet igyekszik a Nap energiáját minél optimálisabban kihasználni a magasabb terméshozam érdekében. Erre olyan technikákat alkalmaz, mint a vetés tájolása, időzítése vagy a sorok közötti optimális távolság, illetve a növények megfelelő keverése. Bár a napsugárzást általában mint korlátlan erőforrást tartják számon, a kivételek, mint például a kis jégkorszak jelzik annak valódi fontosságát a mezőgazdaság számára. Fontos azt is megjegyezni, hogy a napenergiát a mezőgazdaság nem csupán növénytermesztésre használja, hanem olyan dolgokra is, mint például vízpumpálás, szárítás vagy csirkekeltetés.
Az élelmiszeripar használja a napenergiát aszalásra, tartósításra, többfajta ilyen aszaló van magyar kereskedelmi forgalomban is.
Az üvegházak szintén a Nap energiájának minél erőteljesebb kihasználására jöttek létre, először a Római Birodalom történetében, melyek célja uborkatermesztés volt az egész év során Tiberius császár részére. A modern üvegházak a 16. századi gyarmatosító Európához köthetőek, melyek lehetővé tették a távolról érkező egzotikus növények hazai termesztését.
Háztartási célra készülnek napenergiával működő tűzhelyek, melyek a fában szegény vidékeken, elsősorban Afrikában és sivatagos vidékek mellett alkalmasak a főzésre, vízforralásra. Változatos típusok vannak forgalomban, legmagasabb hőmérsékletet a sütésre alkalmas koncentráló parabolatükrös berendezések érik el. Kevésbé meleg vidéken a dobozos, üvegfedésű tűzhelyeket alkalmazzák, melyek a hagyományos tűzhelyekhez leginkább hasonlítanak. Külön szervezetek foglalkoznak a napenergiával való főzés („solar cooking”) népszerűsítésével, illetve naptűzhelyeket segélyszervezetek is terjesztenek. A Solar Cooking adatai szerint a naptűzhelyek elterjedtsége világszerte általános, érdekes, hogy kevésbé vannak használatban Észak-Afrikában (a sivatagok mellett), és Eurázsia középső részén.

### Világítás a Nap segítségével
A természetes fény a történelem legnagyobb részében domináns szerepet játszott a világítás terén. A rómaiak már a 6. században elismerték a fényhez való jogot, melyet később, 1832-ben az angol parlament is megerősített. Bár a 20. századra a mesterséges fény lett a belső terek világításának leginkább elterjedt módja, a napfényt alkalmazó és hibrid technológiák alkalmasak az energiafogyasztás mérséklésére.
A napfényt használó rendszerek összegyűjtik és szétosztják a beérkező napfényt, kiváltva ezzel a világításhoz és egyes esetekben a légkondicionáláshoz szükséges energiát, emellett pszichológiai szempontból is jobbak a mesterséges fényt használó rendszereknél. A technika alkalmazása során gondosan meg kell választani az ablakok típusát, tájolását és formáját, amihez gyakran árnyékolás, fénypolc vagy fénycsatorna használata is járul. Noha ezek a megoldások beépíthetőek meglévő épületek esetén is, a legjobb hatás a teljes mértékben naphoz alkalmazkodó dizájnnal érhető el, ami a világításhoz használt energia 25%-át is megtakaríthatja.

### A Nap hőjének hasznosítása
A napkollektor olyan épületgépészeti berendezés, amely a napenergia felhasználásával közvetlenül állít elő fűtésre, hűtésre és vízmelegítésre használható hőenergiát. Fűtésre való alkalmazása az épület megfelelő hőszigetelését feltételezi, és általában csak tavasszal és ősszel mint átmeneti, illetve télen mint kisegítő fűtés használatos. Hőcserélő közege jellemzően folyadék, de a levegőt használó változatai is elterjedtek. A hétköznapi nyelvben gyakran összetévesztik a napelemmel, amely a napsugárzást elektromos energiává alakítja.
A 40. szélességi fok alatt a háztartási meleg víz 60-70%-a, 60 Celsius-fokos hőmérséklettel számolva, állítható elő napkollektorok használatával. 2007-ben ezen rendszerek összkapacitása elérte a 154 GW-ot, melyből mintegy 70 GW az ezen a téren élen járó Kínából származott. A lakossághoz viszonyítva viszont a háztartások több mint 90%-ával Izrael és Ciprus a technológia első számú alkalmazói.
A szolár fűtő és hűtőberendezések 2020-ban 501 GW teljesítménnyel álltak rendelkezésre. Ezen belül is kiemelkednek a szolár távfűtőberendezések (Németország, Dánia, Kína).  A Covid pandémia ellenére a szolár hőenergia piac növekszik, a klímavédelmi, politikai támogatás következtében (IEA Solar Heat Worldwide 2021).
A naphő hasznosítása 2019-20-ban kiemelkedően nőtt Németországban (25,8%), Braziliában (7,3%), Cipruson (6,7%), és Hollandiában (6,5%).
Az épületek energiaellátásában jelentős a termális és elektromos napenergia hasznosítása. A gyakorlati szempontok szerinti felosztásban egy épület energiaigényének kb. 90%-a hőenergia,és 10% elektromos energia. A nap hőenergiájának hasznosítása több más okból is alapvető az épületek energiaellátásában.

### Naperőmű
A naperőmű gyűjtőfogalom, a megújuló energiaforrásokat felhasználó erőművek egyik csoportja, amelyekben a napsugárzás energiáját hasznosítják.
Megkülönböztetünk napelemeket alkalmazó fotovillamos naperőműveket, ahol a Nap elektromágneses sugárzását közvetlenül alakítják villamos árammá napelem segítségével, és naphőerőműveket, amelyek a napkollektorok elvén a Nap infravörös energiáját gőzfejlesztésre használják és ezt turbinákkal alakítják elektromos árammá. Ez utóbbi hőt lehet hasznosítani közvetlenül is fűtésre.
2003-ban több mint 700 megawattóra energiát állítottak elő világszerte napenergiából. A hagyományos erőművekkel ellentétben nem termel szén-dioxidot, így nem járul hozzá a globális felmelegedéshez.

## Naperőművek Magyarországon
2014 végén Magyarország beépített napelem-kapacitása 80 megawatt volt. Az egy főre jutó napelem-kapacitás tekintetében ez körülbelül 8 watt/fős értéket jelentett.
Magyarországon sokáig csak fél megawattos napelemparkok épültek, 2015 végén azonban Visonta közelében elindult a termelés az ország akkori legnagyobb naperőművében. A 15 megawattos létesítmény a Mátrai Erőmű Zrt. építette, amely 20 százalékos növekedést jelentett 2014/2015 viszonylatában a beépített napelem-kapacitás tekintetében. A visontai naperőmű által megtermelt villamosenergia-mennyiséggel lehetőség nyílt egy kisebb város, körülbelül ezer háztartás zöld energiával történő ellátására. Környezetvédelmi szempontból is nagy lépésről volt szó, a naperőműnek köszönhetően ugyanis lehetővé vált, hogy a magyarországi szén-dioxid kibocsátás 24 ezer tonnával csökkenjen.
A Visonta és Markaz határában létesített naperőmű területén 30 hektáros platófelületen 72 480 darab polikristályos napelemet telepítettek, ezek egyenként 255 W teljesítményre voltak képesek. Az erőmű becsült élettartama 25 év, a bekerülési értéke 6,4 milliárd forint volt, ennek 50 százalékát biztosították adókedvezményből.
A 2015 októberében indult erőmű volt akkoriban az ország legnagyobb fotovoltatikus erőműve, amelyet a felhagyott Őzse-völgyi zagytér tetejére telepítettek. A naperőművet 0,8 megawattos hálózati inverterek alkalmazásával építették ki. Ezek alakítják váltakozó árammá a napelemekből nyert egyenáramú energiát. Az így megtermelt villamos energia 6 kilovoltos földkábel segítségével jut be a meglévő erőmű indító transzformátorához, ahonnan 120 kilovoltos távvezetéken jut el az alállomásra.
Sajóbábonyban 2016 nyarán átadtak egy 500 kilowatt teljesítményű naperőművet, a beruházás 200 millió forintba került. A borsodi településen 1,2 hektáron létesült naperőmű, összesen 1930 darab, egyenként 265 watt teljesítményű modul termeli az egyenáramot. Évente 550-580 ezer kilowattóra áram kitermelésére van így lehetőség, ez 200 családi ház éves fogyasztását fedi le.
Magyarország egyik jelentős naperőműve Pécsett üzemel, 10 megawatt kapacitással. A zöld beruházás 4,2 milliárd forint értékű európai uniós és magyar állami támogatással jött létre, a beruházó 703 millió forintot biztosított saját forrásból. A megvalósításra a pécsi hőerőmű egykori zagyterének rekultivált területén alakították ki. A naperőmű területén 38 ezer napelempanelt szereltek fel, a kivitelezés csúcsidőszakában naponta 260 ember dolgozott a beruházáson. A létesítmény összesen 8, egyenként 1,25 megawattos mezőből épül fel. Ezeket modulszerűen kapcsolták össze, de a modulok egymástól függetlenül, önálló működésre is képesek. A pécsi erőmű a becslések szerint évi 15 ezer tonnával kevesebb szén-dioxid-kibocsátást eredményez.
Magyarország egyik legnagyobb naperőműve Százhalombattán épült, az átadásra 2017-ben kerülhet sor. Az évente 14-20 megawatt beépített teljesítményű naperőmű beruházási költsége megawattonként 1-1,5 millió euró lesz, várható élettartama 20-25 év lesz.
A bükkábrányi naperőművet a visontai naperőművet tulajdonló Mátrai Erőmű Zrt. építtette. A 20 megawatt teljesítményre képes létesítményt 15 milliárdos bankhitel segítségével tervezték kivitelezni a bükkábrányi bánya felhagyott területén.
2019-ben a China National Machinery Import&Export (CMC) kínai nagyvállalat 100 megawatt teljesítményű naperőművének alapkövét rakta le  Kaposváron, ami 32 milliárd forintos beruházásból készült el.
Magyarországon dinamikusan terjed a napenergia felhasználása, 2014-ben lendületet vett és azóta zárkózik fel folyamatosan a 2030-ra tervezett 6000 MW kapacitáshoz. 
A fotovoltaikus elven működő naperőművek 2018 végén már 640 MW feletti összkapacitással bírtak az országban. 2024-ben ország legnagyobb naperőművei Mezőcsáton (250 MW), Szolnokon (138 MW), Inárcson (132 MW), Kaposváron (100 MW), Pakson, (20,6 MW), Bükkábrányban (20 MW) és Felsőzsolcán üzemeltek. A hazai összes beépített csúcsteljesítmény 2024-re elérte az 5741 MW-ot.

## Naperőművek a világban
Hatalmas naperőművek épülnek/épültek napelemek mezőivel. A spanyolországi PS10 naphőerőmű, a spanyolországi Tres naperőmű, a spanyolországi Monte Alto naperőmű, a spanyolországi Andasol 1 naperőmű, az ausztráliai King's Canyon naperőmű, az ausztráliai White Cliffs naperőmű, a németországi Waldpolenz naperőmű, az amerikai Nellis naperőmű, az amerikai Nevada naperőmű, az amerikai Mojave-sivatag naperőműje, az algériai Hászi r-Rmel hibrid naphőerőmű, a portugáliai Serpa naperőmű, az amerikai SEGS naperőmű, mind olyan erőfeszítések, hogy az emberiség végleg megszabaduljon a globális felmelegedést előidéző szénerőművektől és más hagyományos energiaforrásoktól.
A 2015-ös évben a világ PV napelem teljesítménye eléri a 200 GW-ot.

## Előnyei
- Ha már egy napenergia hasznosító szerkezet telepítve van, maga az energia "ingyen van".
- Nem függ beszállítótól, nem vonható embargó alá, csökkenti a más országoktól való energiafüggőséget.
- A geotermikus, a nukleáris és az árapály-energia kivételével minden felhasznált energia valamilyen formában a Napból érkezik/érkezett.
- Tiszta és decentralizált.

## Hátrányai
- A napenergia időbeli eloszlása és intenzitása csak korlátozott mértékben tervezhető előre, ill. energiatárolókat igényel.
- Megoszlása szezonális (legnagyobb mennyiségben nyáron áll rendelkezésre).
- A napenergia hasznosítása jelentős beruházásigénnyel jár, ami komoly megtérülési számításokat követel, úgy pénzügyi, mint környezetterhelési szempontból.

Környezetterhelés alatt értjük a) a felhasznált anyagok, szerkezetek gyártását és szállítását, valamint b) a beruházás kivitelezése, működtetése, leszerelése folyamán szükséges összes erőforrást, illetve keletkező környezetszennyezést.

## Galéria

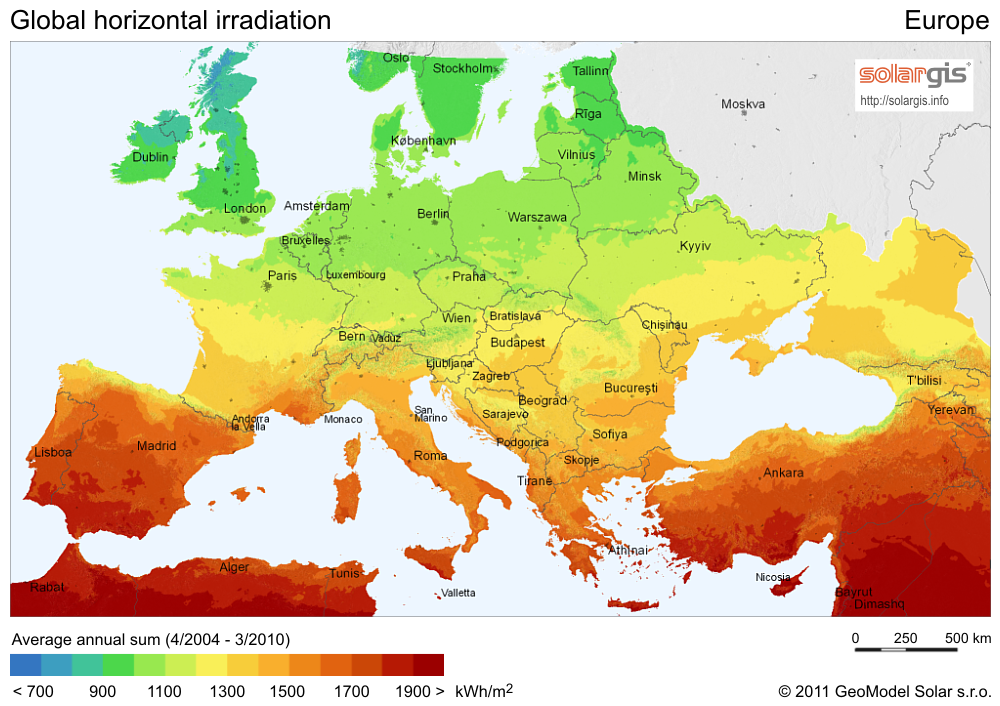
A globális horizontális napsugárzás (GHI) átl. évi mennyiségének térképe[49] Európában és a környékén
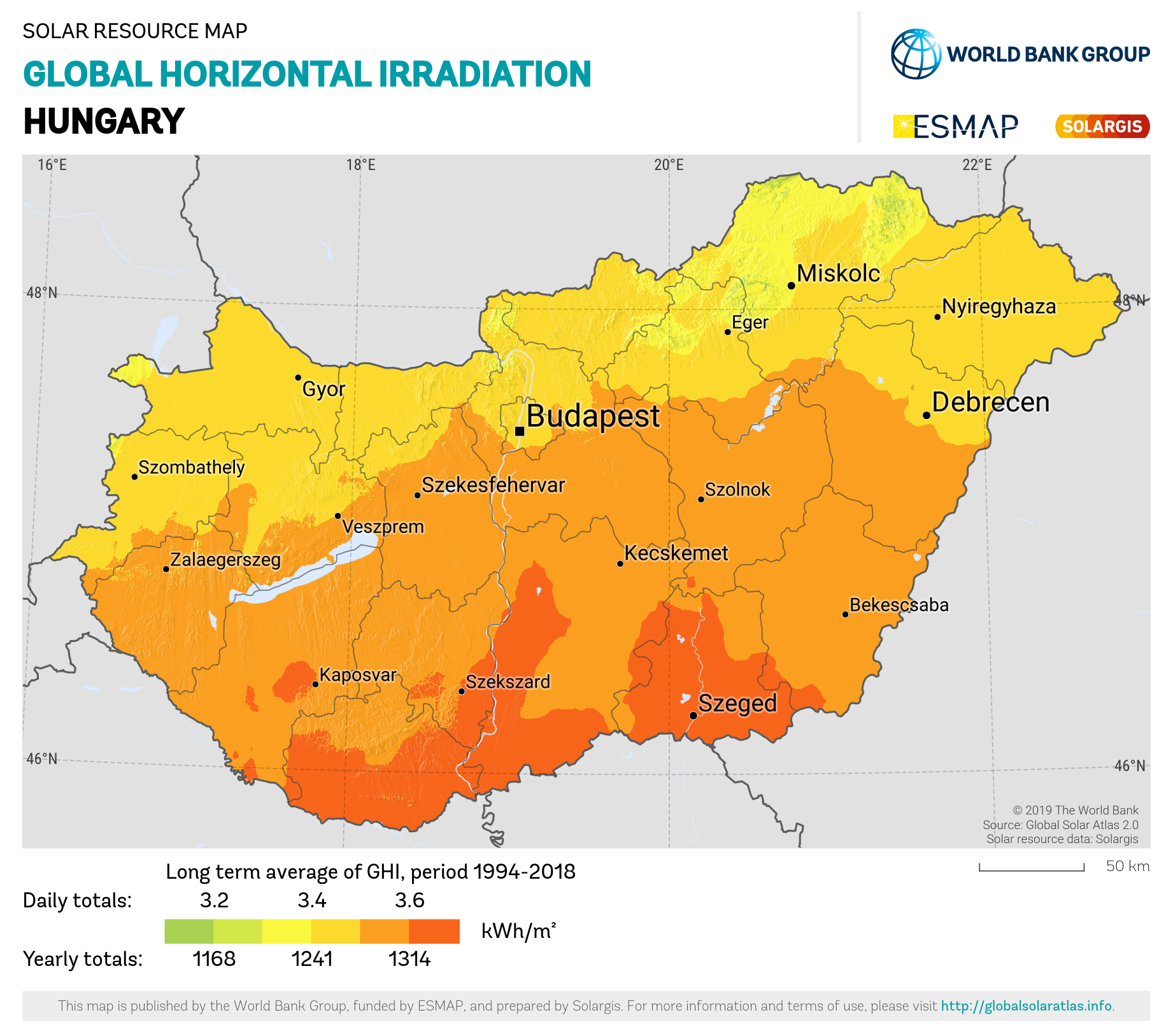
Magyarország napsugárzás térképe
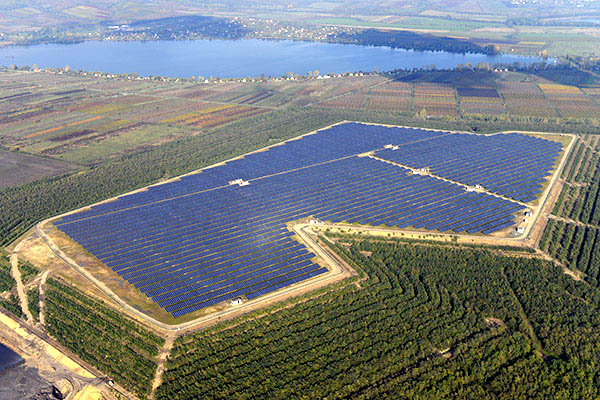
Naperőmű Visontán a Mátrai Erőmű és a Markazi-víztározó között
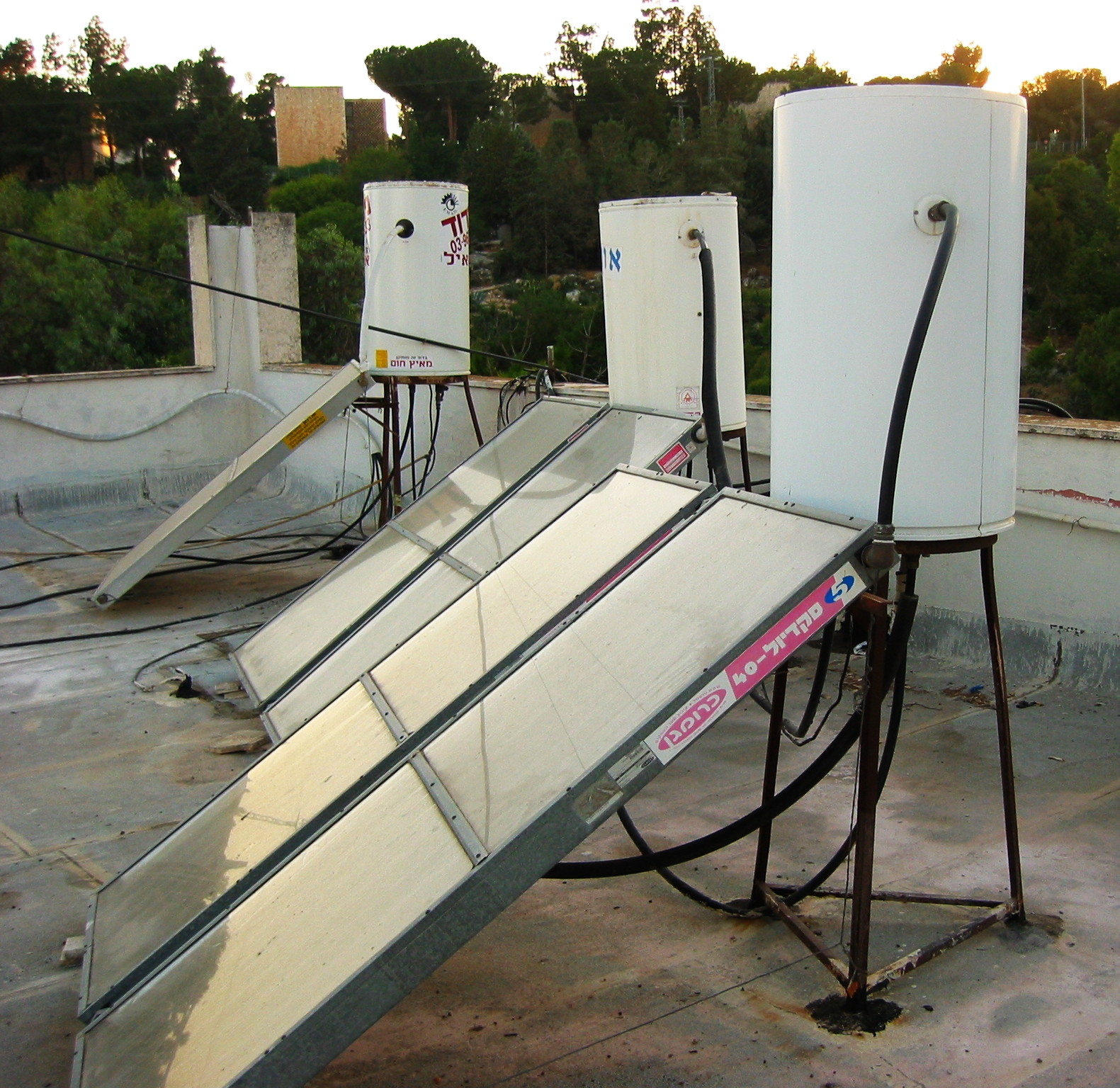
Napenergiával működő vízmelegítők
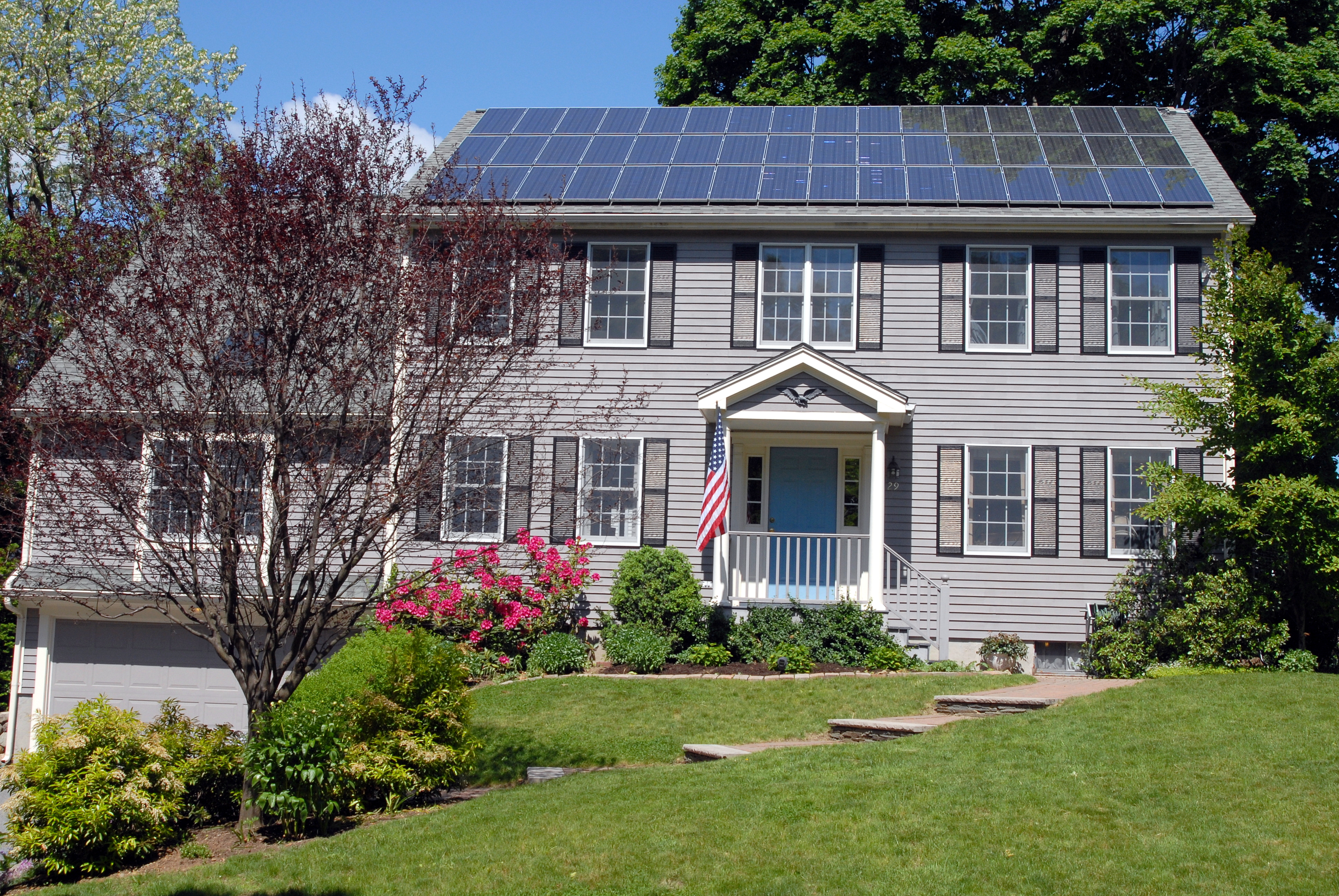
Napelemek a háztetőn
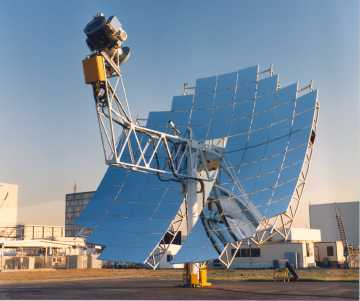
A parabola alakú napkollektor a Stirling-motorra fókuszálja a Nap energiáját. Az egész egység követi a Nap járását
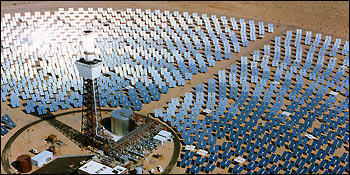
Két napelem torony a napelemmező közepén
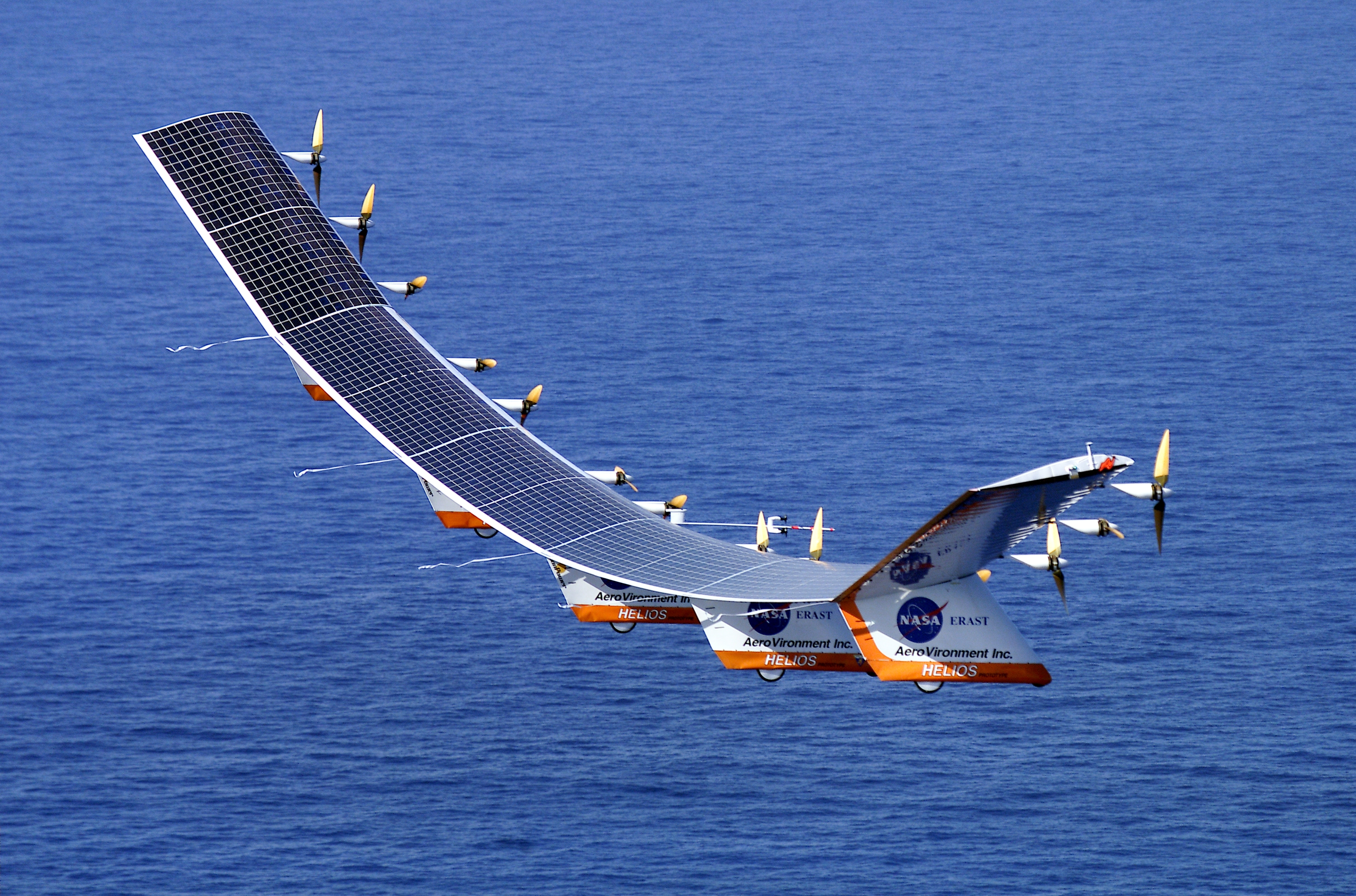
Helios UAV repülés közben
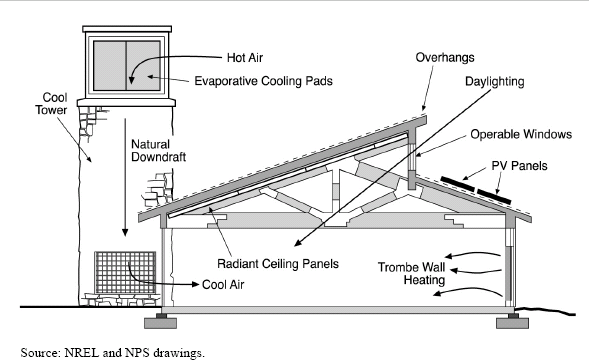
A Zion Visitors Center
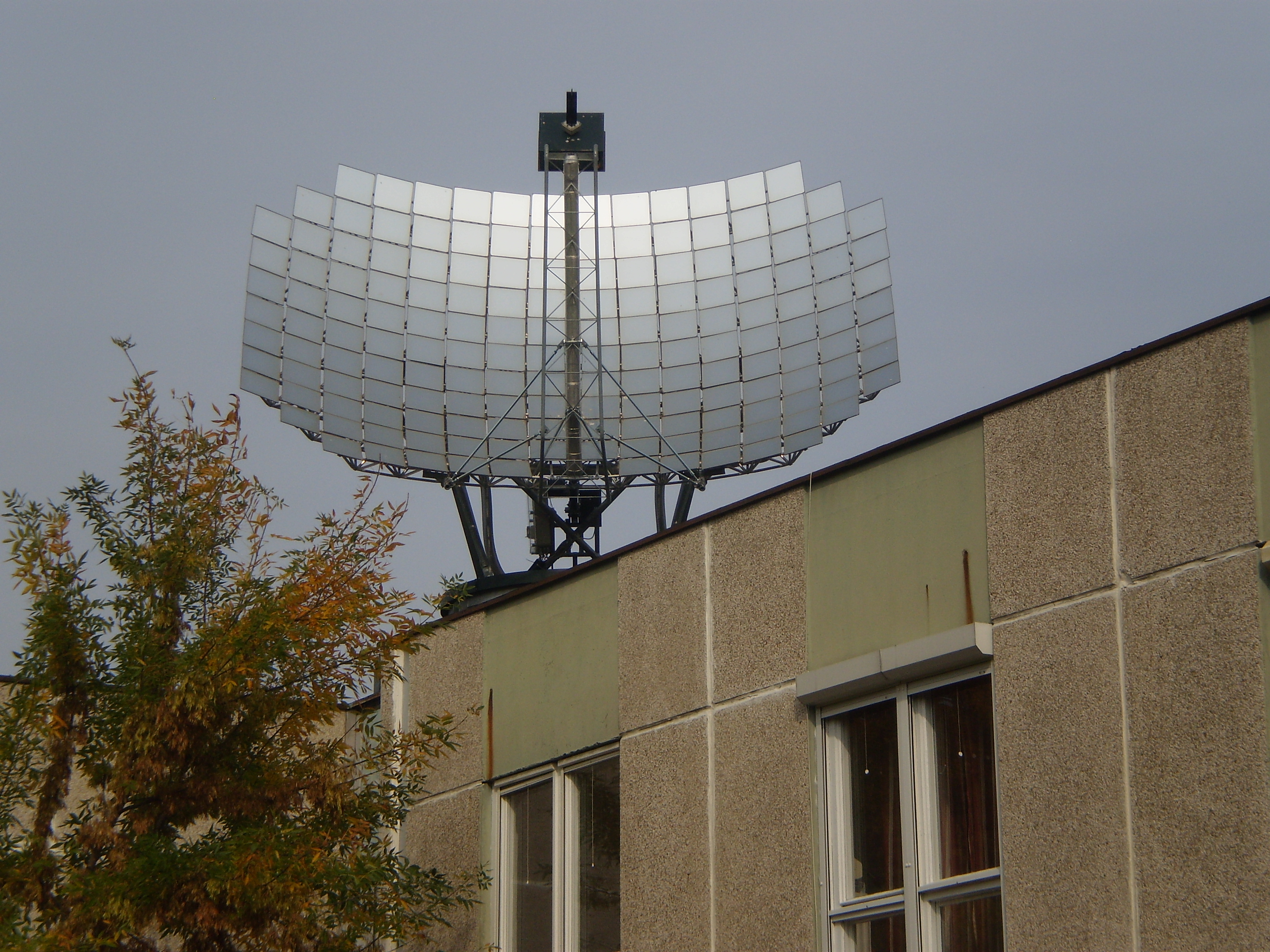
Meleg vizet termel a szolár parabola a békásmegyeri nyugdíjasotthon tetején